# Sharpsburg (Georgia)
Sharpsburg – miasto w Stanach Zjednoczonych, w stanie Georgia, w hrabstwie Coweta. Zgodnie ze spisem ludności przeprowadzonym w 2020 roku populacja wynosi 2137 mieszkańców.